# Metrianopsis
Metrianopsis är ett släkte av skalbaggar. Metrianopsis ingår i familjen vivlar.
Kladogram enligt Catalogue of Life:
| Metrianopsis | \| \| Metrianopsis elatus \| \| \| \| |
|              | \| \| Metrianopsis elatus \| \| \| \| |
|              | Metrianopsis elatus                   |
|              |                                       |